# Файзуллін Ірек Енварович
 Ірек Енварович Файзуллін (нар. 8 грудня 1962 року, Казань, Татарська АРСР, РРФСР, СРСР) — російський державний і політичний діяч. Міністр будівництва та житлово-комунального господарства Російської Федерації з 10 листопада 2020 року. Член Всеросійської політичної партії «Єдина Росія». 
9 листопада 2020 року голова Уряду Російської Федерації Михайло Мішустін запропонував кандидатуру Ірека Файзулліна на посаду міністра будівництва та житлово-комунального господарства Російської Федерації для затвердження депутатами Державної Думи. Призначений на посаду 10 листопада 2020 року. 
З 2022 року перебуває під міжнародними санкціями.